# ルシ語
ルシ語（ルシご、Lusi）あるいはカリアイ・コヴェ語（カリアイ・コヴェご、Kaliai-Kove、Kaliai-Koβe）とはニューブリテン島西部で話されている言語である。系統的に近い言語にはコヴェ語やバリアイ語がある。またルシ語話者と非オーストロネシア系言語であるアネム語話者の居住区域は非常に近く、両者の比較研究がなされている。

## 分類史
1969年、デイヴィッド・R・カウンツ（David R. Counts）はカリアイ・コヴェ語の一方言Kandoka-Lusi語としてルシ語の文法書を世に出した。カウンツが文法書を出版した当時、カリアイ・コヴェ語とバリアイ語はコヴェ・バリアイ亜語族（英: Kove-Bariai sub-family）に分類されていたが、同じ頃アン・チャウニング（Ann Chowning）はこの亜語族に同じくニューブリテン島西部の言語であるキレンゲ語（Kilenge）とマレウ語（Maleu）を加えた「バリアイ語族」（英: Bariai family）という系統関係説を唱えた。これを受けてカウンツはデータ不足であると断りは入れつつニューブリテン島西部とシアッシ諸島の間の交易関係を手掛かりとして、バリアイ語族（とりわけカリアイ・コヴェ語）とシアッシ語（Siassi; 別名: Arop-Lokep）が密接な関わり合いを持っているのではないかと推測を行っている。『世界民族言語地図』でもコヴェ・カリアイ語（Kove-Kaliai）がオーストロネシア諸語シアッシ言語科バリアイ下位言語科コヴェ・バリアイセクションに分類されている。しかし現在Ethnologue第18版やGlottolog 2.7において、コヴェ語はあくまでもルシ語と系統的に近い別言語の扱いとなっている。

## 音韻論

### 子音
|        | 両唇音 | 両唇音              | 歯茎硬口蓋音 | 歯茎硬口蓋音 | 歯茎音 | 歯茎音              | 側面音 | 軟口蓋音 | 軟口蓋音                   | 声門音 | 声門音 |
| 無声   | 有声   | 無声                | 有声         | 無声         | 有声   | 無声                | 側面音 | 有声     | 無声                       | 有声   |        |
| ------ | ------ | ------------------- | ------------ | ------------ | ------ | ------------------- | ------ | -------- | -------------------------- | ------ | ------ |
| 閉鎖音 | /p/    | （前鼻音化音） /mb/ |              |              | /t/    | （前鼻音化音） /nd/ |        | /k/      | (/ɡ/); （前鼻音化音） /ŋɡ/ |        |        |
| 摩擦音 |        | /β/                 | s            |              |        |                     |        |          | /ɣ/                        | /h/    |        |
| 鼻音   | /m/    | /m/                 |              |              | /n/    | /n/                 |        | /ŋ/      | /ŋ/                        |        |        |
| 流音   |        |                     | r, r̃         | r, r̃         |        |                     | /l/    |          |                            |        |        |
| 半母音 | /w/    | /w/                 |              |              |        |                     |        |          |                            |        |        |

上表のうち/ɡ/は音声学的に近い/ŋɡ/ではなく、あくまでも/ɣ/の異音として現れる。また無声閉鎖音は語幹の語頭で帯気音、それ以外の箇所では無気音となる（例: /kanika/ → [kʰànika] 〈取っ手つきバスケット〉）。

### 母音
|    | 前舌・非円唇 | 中舌 | 後舌・円唇 |
| -- | ------------ | ---- | ---------- |
| 高 | /i/          |      | /u/        |
| 中 | /e/          |      | /o/        |
| 低 |              | /a/  |            |

### 強勢
ルシ語において強勢の位置の違いは意味の弁別にかかわる類のものではない。

## 形態論

### 所有の接辞
|        |        | 単数    | 複数 |
| ------ | ------ | ------- | ---- |
| 一人称 | 包括   | -γu     | -ra  |
| 一人称 | 除外   | -γu     | -mai |
| 二人称 | 二人称 | -mu     | -mi  |
| 三人称 | 三人称 | ai-, e- | -ri  |

これらの接辞は親族名称や身体部位を表す語彙に用いられる。
- 例: /tamaɣu/ 〈私の父〉； /mataɣu/ 〈私の目〉[19]

## 統語論

### 語順
SVO型である。